# Everett Peck
Everett Peck (Oceanside, 9 ottobre 1950 – Oceanside, 14 giugno 2022) è stato un fumettista, illustratore e animatore statunitense, noto soprattutto per essere stato il creatore delle serie Duckman e Squirrel Boy.

## Carriera
Ha partecipato in diverse mostre di gallerie come quella di Klasky Csupo, Los Angeles e Washington DC. I suoi disegni sono anche apparsi in numerosi manifesti di film, fumetti e libri (come New Yorker e PlayBoy) e ha lavorato in serie come Rugrats e altre. 
In origine la sua serie più famosa, Duckman, era un fumetto pubblicato dalla Dark Horse nel 1990 e che nel 1994 è diventata una serie animata che è stata nominata per quattro premi Emmy. 
Inoltre ha creato Squirrel Boy per Cartoon Network,  sebbene la serie non abbia ricevuto lo stesso successo della precedente. 
I suoi schizzi sono apparsi nel libro Non è colpa mia esposto a Exhibition 2011. Viveva a San Diego, in California.
È morto il 14 giugno 2022 all'età di 71 anni a causa di un cancro al pancreas.